# Fred Niblo (Filmregisseur)

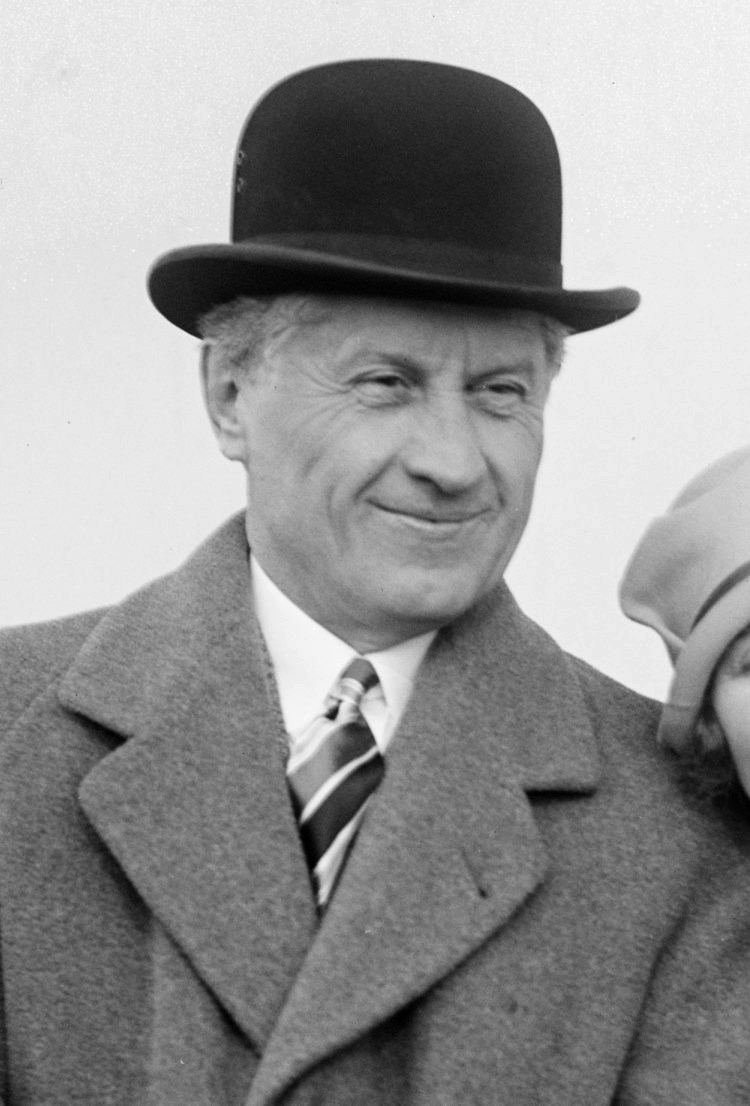
Fred Niblo (1926)

Fred Niblo (* 6. Januar 1874 in York, Nebraska als Frederick Liedtke; † 11. November 1948 in New Orleans) war ein US-amerikanischer Filmregisseur und Schauspieler.

## Leben und Karriere
Fred Niblo begann seine Karriere als Theaterschauspieler im Vaudeville und tourte über zwei Jahrzehnte durch die ganze Welt. Erstmals als Schauspieler mit dem Filmgeschäft in Kontakt kam er während seiner Zeit in Australien zwischen 1912 und 1915. Nach der Rückkehr in die Vereinigten Staaten drehte seinen ersten Film als Regisseur im Jahre 1916. In seinen ersten Filmen spielte er selbst die Hauptrollen oder seine Ehefrau Enid Bennett. Niblo erarbeitete sich einen Ruf als Spezialist für actionreiche Filmspektakel, unter anderem bei den Douglas-Fairbanks-Abenteuerfilmen Das Zeichen des Zorro und Die drei Musketiere. Den Höhepunkt seiner Karriere erreichte er 1925 mit der legendären Verfilmung von Ben Hur, die damals in Sachen Aufwand Maßstäbe setzte. Gegen Ende der Stummfilmzeit drehte er auch zwei Filme mit Greta Garbo, die ihre Karriere voranbrachten.
Als der Tonfilm Ende der 1920er-Jahre in Hollywood eingeführt wurde, konnte der Star-Regisseur nicht an seine großen Erfolge aus der Stummfilmzeit anknüpfen. Niblo zog sich 1932 von der Regiearbeit ins Privatleben zurück, nur später übernahm er noch spaßeshalber bis in die 1940er-Jahre manchmal kleinere Filmrollen als Schauspieler. Er zählte zu den 36 Gründern der Academy of Motion Picture Arts and Sciences, die alljährlich den Oscar verleiht. In erster Ehe war er seit 1901 mit Josephine Cohan, der jüngeren Schwester von George M. Cohan, verheiratet. Ihr gemeinsamer Sohn war der spätere Drehbuchautor Fred Niblo junior. Nach dem frühzeitigen Tod von Josephine im Jahre 1916 heiratete Niblo die australische Schauspielerin Enid Bennett, mit der er bis zu seinem Tod im Jahre 1948 verheiratet blieb und drei Kinder hatte.

## Filmografie
- 1916: Get-Rich-Quick Wallingford
- 1916: Officer 666
- 1918: The Marriage Ring
- 1918: When Do We Eat?
- 1918: Fuss and Feathers
- 1919: Happy Though Married
- 1919: Partners Three
- 1919: The Law of Men
- 1919: The Haunted Bedroom
- 1919: The Virtuous Thief
- 1919: Stepping Out
- 1919: What Every Woman Learns
- 1919: Dangerous Hours
- 1920: The Woman in the Suitcase
- 1920: Sex
- 1920: The False Road
- 1920: Hairpins
- 1920: Hur Husband's Friend
- 1920: Das Zeichen des Zorro (The Mark of Zorro)
- 1920: Silk Hosiery
- 1921: Mother o' Mine
- 1921: Greater Than Love
- 1921: Die drei Musketiere (The Three Musketeers)
- 1922: Blut und Sand (Blood and Sand)
- 1923: The Famous Mrs. Fair
- 1923: Strangers of the Night
- 1923: Der Markt der Seelen (Souls for Sale, Cameo-Auftritt)
- 1924: Der Weibsteufel (Thy Name is Woman)
- 1924: Die rote Lilie (The Red Lily)
- 1925: Ben Hur
- 1926: Dämon Weib (The Temptress)
- 1926: Die Kameliendame (Camille)
- 1927: Die Teufelstänzerin (The Devil Dancer)
- 1927: Der Herzschlag der Welt (The Enemy)
- 1928: Die Verschwörer (Two Lovers)
- 1928: Der Krieg im Dunkel (The Mysterious Lady)
- 1928: Ein Traum von Liebe (Dream of Love)
- 1930: Buster rutscht ins Filmland (Free and Easy, Cameo-Auftritt)
- 1930: Jenseits des Lebens (Redemption)
- 1930: Way Out West
- 1931: Young Donovan's Kid
- 1931: The Big Gamble
- 1932: Diamond Cut Diamond
- 1932: Two White Arms